# Льяк, Льюис
Льюис Льяк и Гранде (кат. Lluís Llach i Grande; 7 мая 1948, Жирона, Каталония, Испания) — каталонский композитор, автор-исполнитель, бард, писатель.
Один из самых известных представителей движения Nova cançó (Новая песня), охватывающего музыкантов и певцов, выражавших протест против диктатуры Франсиско Франко. Признаком движения было исполнение песен политической тематики на каталонском языке в те времена, когда сама речь и все проявления каталонской идентичности были запрещены. Подобно многим певцам, писателям и политически активным деятелям культуры, Льяк оставил Испанию и жил в добровольном изгнании в Париже вплоть до смерти диктатора.
В сентябре 1979 года он стал первым не оперным певцом, который дал концерт в оперном театре «Лисео», презентуя свой альбом «Somniem». 6 июля 1985 года на стадионе Камп Ноу на концерт Льюиса Льяка собралось более 103000 зрителей.
В период с 1969 по 2007 год Льяк записал 33 диска.
Как певец Льяк признаёт влияние на свой стиль таких исполнителей, как Махалия Джексон и Жак Брель.
Его репертуар включает как традиционные романтические песни, так и более сложные, философские песенные циклы, а также ироничные, политически окрашенные композиции. Кроме своих собственных текстов он положил на музыку стихи других знаменитых поэтов, в том числе Константиноса Кавафиса, Мариуса Торреса, Жузепа Марии де Сагарра, Пере Кварта, а чаще всего писал песни на слова Микела Марти и Пола.
Самая знаменитая песня Льяка — L’Estaca, написанная в 1968 году. В ней говорится о слабом столбе, что вот-вот упадёт, который символизирует тоталитарный режим. Песня стала гимном движения за независимость Каталонии, её обычно поют люди во время демонстраций.

## Дискография
Самые популярные альбомы:
- Com un arbre nu (1972)
- Viatge a Itaca (1975)
- Somniem (1979)
- Verges 50 (1980)
- I amb el somriure, la revolta (1982)
- T’estimo (1984)
- Maremar (1985)
- Geografia (1988)
- Un pont de mar blava (1993)
- Nu (1997)
- 9 (1998)
- Temps de revoltes (2000)
- Jocs (2002)
- Junts (2003)
- Poetes (2004)
- i… (2006)
- Verges 2007 (2007)